# Asediu din ceruri
Asediu din ceruri (titlu original Falling Skies) este un serial de televiziune american din 2011, produs de Robert Rodat. Acțiunea serialului are loc la șase luni după ce o invazie extraterestră a devastat Pământul.
Noah Wyle este Tom Mason, un fost profesor de istorie la Universitatea din Boston, care ajunge al doilea la comandă în al doilea Regiment al Miliției din Massachusetts, grup format din civili și soldați care străbat un Boston post-apocaliptic.
Serialul, o producție a DreamWorks Television, este difuzat în Statele Unite pe canalul de cablu TNT și, în Canada, pe Space. A avut premiera TV la 19 iunie 2011.
La 18 iulie 2014, TNT a reînnoit serialul cu un al cincilea și ultim sezon format din 10 episoade.

## Distribuție

### Roluri principale
- Noah Wyle este Tom Mason (Sezonul 1–)
- Moon Bloodgood este Anne Glass (Sezonul 1–)
- Drew Roy este Hal Mason (Sezonul 1–)
- Colin Cunningham este John Pope (Sezonul 1–)
- Connor Jessup este Ben Mason (Sezonul 1–)
- Maxim Knight este Matt Mason (Sezonul 1–)
- Jessy Schram este Karen Nadler (regular Sezonul 1; recurring Sezonul 2–)
- Sarah Carter este Margaret (Sezonul 1–)
- Peter Shinkoda este Dai (Sezonul 1–)
- Mpho Koaho este Anthony (Sezonul 1–)
- Seychelle Gabriel este Lourdes (Sezonul 1–)
- Will Patton este Captain Dan Weaver (Sezonul 1–)

### Roluri secundare
- Dylan Authors este Jimmy Boland (Sezonul 1–2)
- Bruce Gray este Uncle Scott (Sezonul 1)
- Daniyah Ysrail este Rick Thompson (Sezonul 1)
- Martin Roach este Mike Thompson (Sezonul 1)
- Dale Dye este Colonel Porter (Sezonul 1)
- Steven Weber este Dr. Michael Harris (Sezonul 1)
- Henry Czerny este Terry Clayton (Sezonul 1)
- Terry O'Quinn este Arthur Manchester[2] (Sezonul 2)
- Brandon Jay McLaren este Jamil Dexter[2] (Sezonul 2–)